# Ex on the Beach (4.ª temporada)
A quarta temporada de Ex on the Beach, um reality show britânico, que foi exibida pela MTV de 19 de janeiro a 8 de março de 2016, depois de 8 episódios semanais. Dentre os participantes para esta temporada estava a estrela de Geordie Shore Scotty T. Jordan Davies e Megan McKenna retorno ao reality após terem aparecido na temporada anterior, desta vez como um casal.
Olivia Walsh, posteriormente, retorna para a quinta temporada "All Star", junto com Jordan que voltou a fazer sua terceira aparição no programa.

## Participantes
A lista com 8 participantes originais foi revelada pela emissora em 15 de dezembro de 2015. E incluía quatro homens; Joe Delaney, Lewis Good, Scotty T e Youssef Hassane, e quatro mulheres; Helen Briggs, Nancy-May Turner, Naomi Hedman e Olivia Walsh. Megan McKenna e Jordan Davies, retornam ao programa como ex, tendo aparecido na temporada anterior.
- Negrito indica o participante original; todos os outros participantes, foram trazidos para o programa como um ex.

| Episódios | Nome             | Idade (nas gravações) | Cidade natal | Ex                                            |  |
| --------- | ---------------- | --------------------- | ------------ | --------------------------------------------- |  |
| 8         | Helen Briggs     | 20                    | Manchester   | Chet Johnson, Kieran Lee                      |  |
| 7         | Joe Delaney      | 22                    | Runcorn      | Gina Barrett                                  |  |
| 4         | Lewis Good       | 25                    | Londres      | —                                             |  |
| 8         | Nancy-May Turner | 21                    | Kent         | —                                             |  |
| 8         | Naomi Hedman     | 22                    | Londres      | —                                             |  |
| 8         | Olivia Walsh     | 24                    | Manchester   | James Moore                                   |  |
| 8         | Scotty T         | 27                    | Newcastle    | Ashleigh Defty                                |  |
| 3         | Youssef Hassane  | 20                    | Kent         | Lacey Fuller                                  |  |
|           |                  |                       |              |                                               |  |
| 8         | James Moore      | 24                    | Blackpool    | Kristina Metcalf, Olivia Walsh                |  |
| 8         | Kieran Lee       | 23                    | Burnley      | Helen Briggs                                  |  |
| 7         | Gina Barrett     | 22                    | Liverpool    | Alex Kippen, Joe Delaney                      |  |
| 7         | Ashleigh Defty   | 20                    | Newcastle    | Scotty T                                      |  |
| 6         | Lacey Fuller     | 19                    | Kent         | Brandon Myers, Jordan Davies, Youssef Hassane |  |
| 5         | Jordan Davies    | 23                    | Cardiff      | Lacey Fuller                                  |  |
| 5         | Megan McKenna    | 23                    | Essex        | —                                             |  |
| 4         | Chet Johnson     | 25                    | Londres      | Helen Briggs                                  |  |
| 2         | Kristina Metcalf | 22                    | Liverpool    | James Moore                                   |  |
| 2         | Alex Kippen      | 22                    | Liverpool    | Gina Barrett                                  |  |
| 1         | Brandon Myers    | 19                    | Kent         | Lacey Fuller                                  |  |

### Duração do elenco
| Participantes | Episódios | Episódios | Episódios | Episódios | Episódios | Episódios | Episódios | Episódios | Episódios | Episódios |
| Participantes | 1         | 2         | 3         | 4         | 5         | 6         | 7         | 8         |           |           |
| Helen         |           |           |           |           |           |           |           |           |           |           |
| Joe           |           |           |           |           |           |           |           |           |           |           |
| Lewis         |           |           |           |           |           |           |           |           |           |           |
| Nancy-May     |           |           |           |           |           |           |           |           |           |           |
| Naomi         |           |           |           |           |           |           |           |           |           |           |
| Olivia        |           |           |           |           |           |           |           |           |           |           |
| Scotty T      |           |           |           |           |           |           |           |           |           |           |
| Youssef       |           |           |           |           |           |           |           |           |           |           |
| James         |           |           |           |           |           |           |           |           |           |           |
| Kieran        |           |           |           |           |           |           |           |           |           |           |
| Gina          |           |           |           |           |           |           |           |           |           |           |
| Ashleigh      |           |           |           |           |           |           |           |           |           |           |
| Lacey         |           |           |           |           |           |           |           |           |           |           |
| Jordan        |           |           |           |           |           |           |           |           |           |           |
| Megan         |           |           |           |           |           |           |           |           |           |           |
| Chet          |           |           |           |           |           |           |           |           |           |           |
| Kristina      |           |           |           |           |           |           |           |           |           |           |
| Alex          |           |           |           |           |           |           |           |           |           |           |
| Brandon       |           |           |           |           |           |           |           |           |           |           |
| ------------- | --------- | --------- | --------- | --------- | --------- | --------- | --------- | --------- | --------- | --------- |